# 흑해 지역

흑해 지역

흑해 지역(튀르키예어: Karadeniz Bölgesi)은 터키에서 인구 조사, 통계 목적으로 사용되는 7개 지역 가운데 하나로 면적은 116,169km2, 인구는 7,539,694명(2010년 기준)이다. 서쪽으로는 마르마라 지역, 남쪽으로는 중앙아나톨리아 지역, 남동쪽으로는 동아나톨리아 지역, 북동쪽으로는 조지아, 북쪽으로는 흑해와 접한다.

## 주

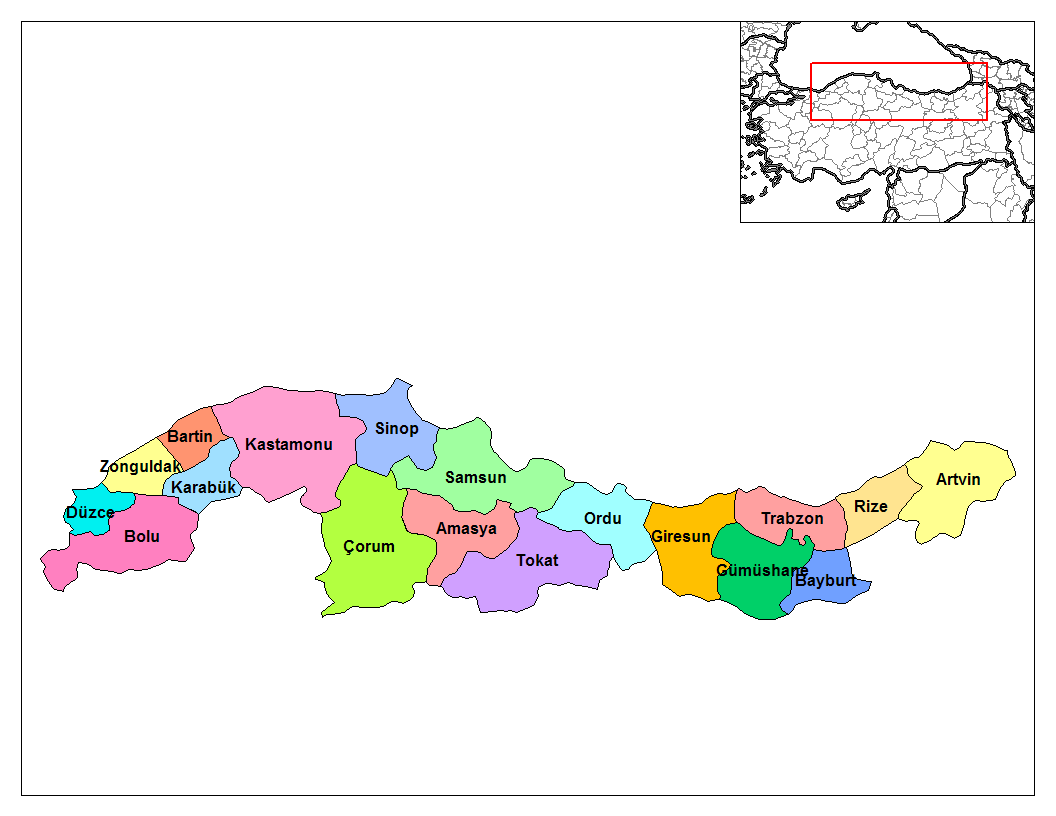
흑해 지역에 속하는 주

- 아마시아주
- 아르트빈주
- 볼루주
- 초룸주
- 기레순주
- 귀뮈샤네주
- 카스타모누주
- 오르두주
- 리제주
- 삼순주
- 시노프주
- 토카트주
- 트라브존주
- 종굴다크주
- 바이부르트주
- 바르틴주
- 카라뷔크주
- 뒤즈제주

## 지리
흑해 지역은 험한 지형을 띠고 있다. 해안에는 바위가 많고 계곡에서는 폭포가 흐른다. 큰 강은 폰투스산맥을 깎아내고 많은 지류가 흐르며 강의 지류에는 넓고 높은 분지가 분포한다. 카츠카르산맥 동부 3,000~4,000m 지점과 서부 1,525~1,800m 지점에는 산기슭에 둘러싸여 있기 때문에 해안 지역과 내륙 지역은 좁은 골짜기를 통해 지나갈 수 있을 정도로 교통이 불편하다. 북서부 지역은 낙엽수가 많기 때문에 흑해 해안과 함께 아나톨리아의 다른 지역과는 다른 역사를 걸어 왔다.

## 같이 보기
- 튀르키예의 주
- 트라브존주
- 튀르키예의 지리
- 분류:흑해
- 비티니아
- 파플라고니아
- 폰토스
- 콜키스